# FIFA 13
FIFA 13 (FIFA Soccer 13 nel Nord America) è un videogioco di calcio sviluppato e pubblicato da Electronic Arts. È distribuito in Europa e nel Regno Unito a partire dal 28 settembre 2012, in America dal 25 settembre 2012, in Francia dal 27 settembre 2012, in Italia dal 26 settembre 2012, e in Brasile dal 4 ottobre 2012. Le piattaforme su cui è uscito sono Wii, PlayStation 3 (con supporto PlayStation Move), Xbox 360 (con Kinect), PC, PlayStation 2, Nintendo 3DS, PlayStation Portable, PlayStation Vita, iPhone, iPad, iPod touch, Android e per la prima volta su Wii U. È il 20º titolo della serie FIFA, il secondo a essere pubblicato anche in arabo.

## Modalità di gioco
FIFA ha aggiornato la modalità carriera, infatti i giocatori possono allenare le nazionali così come i club. Le opzioni di trasferimento, inoltre, includono contro-offerte ed è possibile offrire giocatori così come i soldi.
Su iOS i giocatori non possono allenare le nazionali e possono solamente offrire soldi per acquistare giocatori.
Ci sono inoltre le seguenti novità rispetto ai precedenti titoli della serie FIFA:
- è possibile ascoltare, durante la telecronaca, il commentatore a bordo campo, che per la versione italiana è Matteo Barzaghi.
- sono presenti, nelle rispettive aree, gli allenatori delle due squadre.
- l'ingresso in campo è nettamente migliorato rispetto all'edizione precedente, con nuovi effetti scenografici e con animazioni migliori.
- ritroviamo il negozio FIFA, dove si possono acquistare vari oggetti.

Sono escluse le versioni per PlayStation Vita e Nintendo Wii, dove FIFA 13 è identico al predecessore (FIFA 12); le uniche differenze riguardano i trasferimenti dei calciatori e le divise aggiornate delle squadre.
Nella versione per Nintendo Wii U mancano alcune delle novità implementate in FIFA 13, come il First Touch Control.

## Patch e aggiornamenti
Sono stati pubblicati diversi aggiornamenti per FIFA 13:
- Aggiornamento 1.3, uscito il 19 ottobre 2012 per PlayStation 3, Xbox 360, PlayStation Vita e PC, comprende gli aggiornamenti delle divise del Napoli, l'aggiunta di Alessandro Del Piero e altre migliorie di gioco.
- Aggiornamento 1.4, uscito il 7 novembre 2012 per PlayStation 3, Xbox 360 e PC, correggere dei bug generati dalla prima patch ed elimina Alessandro Del Piero.
- Aggiornamento 1.5, uscito il 28 novembre 2012 per PlayStation 3, Xbox 360 e PC, correggere bug online.
- Aggiornamento 1.6, uscito il 12 dicembre 2012 per PlayStation 3, Xbox 360 e PC, corregge alcuni bug e reintroduce Alessandro Del Piero.
- Database 2.0, uscito il 9 febbraio 2013 per PlayStation 3, Xbox 360 e PC, aggiorna le rose al mercato di gennaio 2013.
- Aggiornamento 1.7, uscito il 12 febbraio 2013 per PlayStation 3, Xbox 360 e PC, corregge alcuni bug.

## Copertine
In ogni edizione è presente Lionel Messi, affiancato da altri testimonial, differenti per ogni nazione.
- in Italia è affiancato da Claudio Marchisio;
- in Francia è affiancato da Karim Benzema;
- in Spagna è affiancato da Roberto Soldado;
- in Giappone è affiancato da Makoto Hasebe e Keisuke Honda;
- nel Regno Unito è affiancato da Alex Oxlade-Chamberlain e Joe Hart;
- in Australia è affiancato da Tim Cahill;
- in Polonia è affiancato da Jakub Błaszczykowski;
- in Ungheria è affiancato da Balázs Dzsudzsák;
- in Arabia Saudita è affiancato da Abdullah Jumaan Al-Dosari;
- negli USA è affiancato da Federico Higuaín;
- in Svezia è affiancato da Zlatan Ibrahimović;
- in Germania è affiancato da Mario Götze.

## Telecronisti
- In italiano:  Fabio Caressa e  Beppe Bergomi, da bordocampo  Matteo Barzaghi;
- In francese:  Hervé Mathoux e  Franck Sauzée;
- In arabo:  Issam Chaouali e  Abdullah Mubarak Al-Harbi;
- In sudamericano:  Ciro Procuna,  Mario Alberto Kempes e  Fernando Palomo;
- In portoghese brasiliano:  Tiago Leifert e  Caio Ribeiro;
- In inglese:  Clive Tyldesley e  Andy Townsend, da bordocampo  Geoff Shreeves;
- In americano:  Alan Smith e  Martin Tyler, da Bordocampo  Geoff Shreeves;
- In spagnolo:  Manolo Lama e  Paco González;
- In olandese:  Youri Mulder e  Evert ten Napel;
- In russo:  Yuri Rozanov e  Vasilij Solov'ëv, da bordocampo  Alexander Loginov;
- In portoghese:  Hélder Conduto e  David Carvalho;

## Squadre
Il 6 settembre 2012 l'EA ha annunciato tutte le squadre in campionati e selezioni nazionali che saranno disponibili nel gioco.

### Campionati
FIFA 13 include 30 campionati, 1 in più di FIFA 12, ovvero la Saudi Professional League.
- A-League - Tutte le squadre e lega con licenza
- Allsvenskan - Tutte le squadre e lega con licenza
- Bundesliga - Tutte le squadre e lega con licenza
- Bundesliga - Tutte le squadre e lega con licenza
- 2.Bundesliga - Tutte le squadre e lega con licenza
- Eredivisie - Tutte le squadre e lega con licenza
- League of Ireland Premier Division - Tutte le squadre tranne Monaghan Utd e lega con licenza
- Jupiler League - Tutte le squadre e lega con licenza
- K-League - Tutte le squadre e lega con licenza
- Liga BBVA - Tutte le squadre e lega con licenza
- Liga Adelante - Tutte le squadre e lega con licenza.
- Ligue 1 - Tutte le squadre e lega con licenza
- Ligue 2 - Tutte le squadre e lega con licenza
- Major League Soccer - Tutte le squadre e lega con licenza
- Lega Russa - Tutte le squadre e lega con licenza
- Premier League - Tutte le squadre e lega con licenza
- Championship - Tutte le squadre e lega con licenza
- League 1 - Tutte le squadre e lega con licenza
- League 2 - Tutte le squadre e lega con licenza
- Liga MX - Tutte le squadre e lega con licenza
- Saudi Professional League - Tutte le squadre e lega con licenza
- Scottish Premier League - Tutte le squadre e lega con licenza
- Raiffeisen Super League - Tutte le squadre e lega con licenza
- Superliga - Tutte le squadre e lega con licenza
- Tippeligaen - Tutte le squadre e lega con licenza
- Serie A - Tutte le squadre con licenza e Lega senza licenza
- Serie B - Solo il Novara con licenza e Lega senza licenza
- Primeira Liga - Alcune squadre senza licenza e lega senza licenza
- Liga do Brasil - 10 squadre con licenza e 10 senza, lega senza licenza
- Ekstraklasa - Squadre senza licenza e lega senza licenza

Le squadre non ufficiali hanno loghi e kits falsi, alcune di queste squadre hanno anche il nome fittizio, giocatori ufficiali.

### Resto del mondo
I club presenti nella sezione Resto del mondo sono:
- AEK Atene
- Boca Juniors
- Kaizer Chiefs
- Olympiacos
- Orlando Pirates
- Panathīnaïkos
- Selezione MLS
- PAOK
- Club Atlético River Plate
- Galatasaray
- Racing Club de Avellaneda
- Rangers
- Classic XI (una squadra formata da campioni del passato)
- World XI  (una squadra formata da campioni del presente solo in "non matchDAY")
- Adidas All-Star (una squadra formata da campioni del presente, tutti i giocatori vestono Adidas)

### Nazionali
FIFA 13 include 46 nazionali, 4 in più di FIFA 12: sono state aggiunte la Bolivia, l'India, il Paraguay, la Rep. Ceca e il Venezuela, mentre è stata rimossa la Croazia.
- Australia
- Argentina
- Austria
- Belgio
- Bolivia
- Brasile
- Bulgaria
- Camerun
- Cile
- Colombia
- Croazia
- Costa d'Avorio
- Danimarca
- Ecuador
- Egitto
- Finlandia
- Francia
- Germania
- Grecia
- India
- Inghilterra
- Irlanda
- Irlanda del Nord
- Italia
- Messico
- Norvegia
- Nuova Zelanda
- Paesi Bassi
- Paraguay*
- Perù
- Polonia
- Portogallo
- Rep. Ceca
- Romania
- Russia
- Scozia
- Slovenia
- Spagna
- Sudafrica
- Svezia
- Svizzera
- Turchia
- Stati Uniti
- Ungheria
- Uruguay
- Venezuela*

In grassetto quelle con licenza.
- I giocatori del Paraguay e Venezuela sono giocatori non esistenti.

## Stadi

### Stadi
In FIFA 13 sono presenti 27 stadi generici, come quelli di FIFA 12. È stato tolto lo stadio Camp Nou, ma è stato aggiunto lo stadio King Fahd International Stadium
| #  | Stadio             | Nome Reale                      | Luogo          | Bandiera                  | Squadra                     |
| -- | ------------------ | ------------------------------- | -------------- | ------------------------- | --------------------------- |
| 1  | Allianz Arena      | Allianz Arena                   | Germania       | Germania (bandiera)       | Bayern Monaco Monaco 1860   |
| 2  | HSH Nordbank Arena | HSH Nordbank Arena              | Germania       | Germania (bandiera)       | Amburgo                     |
| 3  | Olympiastadion     | Olympiastadion                  | Germania       | Germania (bandiera)       | Hertha Berlino              |
| 4  | Signal Iduna Park  | Signal Iduna Park               | Germania       | Germania (bandiera)       | Borussia Dortmund           |
| 5  | Veltins Arena      | Veltins-Arena                   | Germania       | Germania (bandiera)       | Schalke 04                  |
| 6  | Anfield            | Anfield                         | Regno Unito    | Regno Unito (bandiera)    | Liverpool                   |
| 7  | Emirates Stadium   | Emirates Stadium                | Regno Unito    | Regno Unito (bandiera)    | Arsenal                     |
| 8  | Etihad Stadium     | Etihad Stadium                  | Regno Unito    | Regno Unito (bandiera)    | Manchester City             |
| 9  | Old Trafford       | Old Trafford                    | Regno Unito    | Regno Unito (bandiera)    | Manchester Utd              |
| 10 | St James' Park     | St James' Park                  | Regno Unito    | Regno Unito (bandiera)    | Newcastle Utd               |
| 11 | Stamford Bridge    | Stamford Bridge                 | Regno Unito    | Regno Unito (bandiera)    | Chelsea                     |
| 12 | Goodison Park      | Goodison Park                   | Regno Unito    | Regno Unito (bandiera)    | Everton                     |
| 13 | White Hart Lane    | White Hart Lane                 | Regno Unito    | Regno Unito (bandiera)    | Tottenham                   |
| 14 | Wembley            | Wembley                         | Regno Unito    | Regno Unito (bandiera)    | Inghilterra                 |
| 15 | Santiago Bernabéu  | Santiago Bernabéu               | Spagna         | Spagna (bandiera)         | Real Madrid                 |
| 16 | Mestalla           | Mestalla                        | Spagna         | Spagna (bandiera)         | Valencia                    |
| 17 | Vicente Calderón   | Vicente Calderón                | Spagna         | Spagna (bandiera)         | Atlético Madrid             |
| 18 | Juventus Stadium   | Juventus Stadium                | Italia         | Italia (bandiera)         | Juventus                    |
| 19 | San Siro           | Giuseppe Meazza                 | Italia         | Italia (bandiera)         | Milan Inter                 |
| 20 | Stadio Olimpico    | Olimpico                        | Italia         | Italia (bandiera)         | Roma Lazio                  |
| 21 | Parc des Princes   | Parc des Princes                | Francia        | Francia (bandiera)        | Paris Saint-Germain         |
| 22 | Stade de Gerland   | Stade de Gerland                | Francia        | Francia (bandiera)        | Olympique Lione             |
| 23 | Stade Vélodrome    | Stade Vélodrome                 | Francia        | Francia (bandiera)        | Olympique Marsiglia         |
| 24 | BC Place Stadium   | BC Place Stadium                | Canada         | Canada (bandiera)         | Vancouver Whitecaps         |
| 25 | Azteca             | Azteca                          | Messico        | Messico (bandiera)        | América Messico             |
| 26 | Amsterdam Arena    | Amsterdam Arena                 | Paesi Bassi    | Paesi Bassi (bandiera)    | Ajax                        |
| 27 | King Fahd Stadium  | King Fahd International Stadium | Arabia Saudita | Arabia Saudita (bandiera) | Al-Shabab Al-Hilal Al-Nassr |

### Stadi generici
In FIFA 13 sono presenti 32 stadi generici, come quelli di FIFA 12. È stato tolto lo stadio "Serie C2 Europa", ma è stato aggiunto lo stadio "Sanderson Park".
| - Akaaroa Stadium - Aloha Park - Arena D'oro - Molton Road - Waldstadion - Court Lane - Crown Lane - Eastpoint Arena - Sanderson Park - El Libertador - Estadio Nacional - La Canchita - Estadio de las Artes - Arena del Centenario - El Monumento - Estadio Presidente G.Lopez | - Euro Park - Forest Park Stadium - Ivy Lane - O Dromo - ŠRC Lekenik - Stadio Classico - Stade Kokoto - Stade Municipal - Stadio FIWC (Solo per PS3) - Stadion 23. Maj - Stadion Europa - Stadion Hanguk - Stadion Neder - Stadion Olympic - Town Park - Union Park Stadium - Waldstadion |

## Colonna sonora
La colonna sonora è stata annunciata il 6 settembre 2012.
| - Animal Kingdom - Get Away with It - Ashtar Command feat. Joshua Radin - Mark IV - Astro - Panda - Atlas Genius - If So - Band of Horses - Feud - Bastille - Weight Of Living, Part 2 - Bloc Party - We Are Not Good People - Cali - Outta My Mind - Clement Marfo & The Frontline - Us Against The World - Crystal Fighters - Follow - deadmau5 feat. Gerard Way - Professional Griefers - Django Django - Hail Bop - Duologue - Get Out While You Can - Elliphant - TeKKno Scene feat. Adam Kanyama - Featurecast - Got That Fire (Oh La Ha) (feat. Pugs Atomz) - Fitz and The Tantrums - Spark - Flo Rida feat. Lil Wayne - Let It Roll Part 2 - Foreign Beggars & Bare Noise - See The Light - Hadouken! - Bliss Out - Imagine Dragons - On Top of the World - Jagwar Ma - What Love - Jonathan Boulet - You're an Animal - Kasabian - Club Foot - Kimbra - Come Into My head - Kitten - G# | - Kraftklub - Eure Mädchen - Ladyhawke - Black White & Blue - Madeon - Finale - Matisyahu - Searchin - Metric - Speed The Collapse - Miike Snow - Paddling Out - My Bloody Valentine - If I Am - Passion Pit - I'll Be Alright - Protest the Hero - Drumhead Trial - Rage Against the Machine - Take the Power Back - Reptar - Sweet Sipping Soda - Reverend And The Makers - Shine The Light - Rock Mafia - Fly Or Die - The Royal Concept - Goldrushed - Royal Teeth - Wild - Santigold - Big Mouth - St. Lucia - September - Stepdad - Jungles - The Chevin - Champion - The Enemy - Saturday - The Heavy - Don't Say Nothing - The Presets - Ghosts - Two Door Cinema Club - Sleep Alone - Walk the Moon - Quesadilla - Wretch 32 - Blur - Youngblood Hawke - We Come Running - Young Empires - Rain of Gold - Zemaria - Past 2 |

## Accoglienza
Il sito americano GameMaster ha valutato FIFA 13 con il punteggio di 91%. Nonostante FIFA 12 avesse ottenuto un 94%, GameMaster ha affermato che “FIFA 13 è il miglior videogioco di calcio mai realizzato”.
Il sito americano Joystiq ha premiato FIFA 13 con il punteggio massimo (100/100).
Il sito francese JeuxVideo ha affermato che “FIFA 13 si avvicina alla forma della perfezione”.
Nei primi cinque giorni di commercializzazione, FIFA 13 ha venduto oltre quattro milioni e mezzo di copie.

## Curiosità
Il 26 settembre 2012, nei Paesi Bassi, un gruppo di criminali ha rubato 420 copie di FIFA 13.